# Il commissario Quandt
Il commissario Quandt (Ein Mord für Quandt) è una serie televisiva tedesca. In Germania, la serie viene trasmessa dal 1997 su Sat 1. Successivamente la serie è stata esportata e trasmessa in diversi paesi europei; in Italia è stata trasmessa da Rai 2 dal 1998.
Un apparentemente giovane ed ingenuo commissario della Squadra Omicidi di Berlino, interpretato da Martin Armknecht (Düsseldorf 1962) che gira in scooter e puntualmente con le sue acute osservazioni inchioda assassini e malviventi. 
La sigla iniziale è composta da Peter Braker.
In Germania il personaggio venne definito «il nipote del tenente Colombo».

## Episodi

### Prima Stagione
| n° | Titolo originale    | Titolo italiano            | Prima TV Germania |
| -- | ------------------- | -------------------------- | ----------------- |
| 01 | Pech und Schwefel   | Amici per la pelle (pilot) | 12 febbraio 1997  |
| 02 | Der Tod führt Regie | La regia è della morte     | 19 febbraio 1997  |
| 03 | Der Prinzgemahl     | Il principe consorte       | 26 febbraio 1997  |
| 04 | Die Schlinge        | Vendetta personale         | 5 marzo 1997      |
| 05 | Die Reise nach Wien | Viaggio a Vienna           | 19 marzo 1997     |
| 06 | Das Kind            | Una ragazza fragile        | 26 marzo 1997     |
| 07 | Die Hellseherin     | La veggente                | 2 aprile 1997     |
| 08 | Das falsche Kaliber | L'arma sbagliata           | 9 aprile 1997     |
| 09 | Leiche im Keller    | Un cadavere in cantina     | 16 aprile 1997    |
| 10 | Ich bereue nichts   | La morte nel bicchiere     | 23 aprile 1997    |
| 11 | Betrogene Betrüger  | Un morso sul labbro        | 30 aprile 1997    |
| 12 | Blaues Blut         | Sangue blu                 | 7 maggio 1997     |
| 13 | Geld ist geil       | Chi si contenta gode       | 14 maggio 1997    |

### Seconda Stagione
| n° | Titolo originale   | Titolo italiano      | Prima TV Germania |
| -- | ------------------ | -------------------- | ----------------- |
| 01 | Ein braver Hund    | Il complice          | 1998              |
| 02 | Die Fremde         | Quindici anni dopo   | 1998              |
| 03 | Schachspieler      | Scacco matto         | 1998              |
| 04 | Jagdfieber         | Un caso di coscienza | 1998              |
| 05 | Der Herzspezialist | Un colpo al cuore    | 1998              |

- (esistono altri 8 episodi mai trasmessi neppure in Germania)